# Diaphthorese
Diaphthorese (griech. diaphtheira "Zerstörung") bezeichnet nach Friedrich Becke eine rückschreitende Metamorphose (Retromorphose), wobei ein bereits metamorphosiertes Gestein bei erneut einsetzenden gebirgsbildenden Vorgängen in eine höhere Tiefenstufe versetzt wird und durch veränderte Druck- und Temperaturverhältnisse in einen niederen Metamorphosegrad zurückgeführt wird. Diaphthoritischer Amphibolit in Grünschiefer ist ein typisches durch Diaphthorese entstandenes Gestein (Diaphthorit).